# Sant Joan de Campins
Sant Joan de Campins és una església de Campins (Vallès Oriental) inclosa a l'Inventari del Patrimoni Arquitectònic de Catalunya.

## Descripció
L'església actual de Sant Joan de Campins és un edifici complex que té elements romànics del segle xii i un conjunt d'edificacions dels segles xvi i xvii difícils de datar. Té una sola nau, orientada a ponent, des de les reformes dutes a terme l'any 1895. Abans l'església era al costat del portal i servia de sagristia. Després de les reformes s'obrí la nova façana a l'indret on hi havia un presbiteri. La nau ara és amb volta de mig canó. La portada és recent i de mig punt. El campanar té un sol cos, tres buits per a les campanes, coronat per merlets i una piràmide octogonal (sembla del segle xviii). Té dus capelles properes a l'actual presbiteri i són del segle xvi. Les voltes són estrellades. La pila baptismal es troba en un nínxol, a la vora de la capella de la Puríssima. El peu sembla del segle xvi hi ha esculpit l'escut del poble. En el pati de la rectoria es troba la pila baptismal romànica, en mal estat de conservació.

### Pica baptismal
Fa uns 75-80 cm d'ample i aproximadament la mateixa alçada. Actualment està adossada en posició inversa sota l'altar major, a manera de peu. Forma part dels vestigis del segle xii que hi ha a l'església parroquial.

### Porta romànica
Actualment tapiada, molt baixa i situada al costat contrari de l'actual porta. Té onze dovelles curtes. A la tàpia hi ha oberta una finestra. Al cos adossat a aquesta part de l'edifici hi ha una altra porteta més baixa encara. Entre elles hi ha una creu sostinguda per dues mènsules.

### Campanar
Torre d'un sol cos, amb quatre buits superiors, un geminat, d'arc de mig punt. Coronen el campanar uns merlets de tipus català i una piràmide octogonal recent. Té planta quadrada. És d'origen medieval, el coronament és posterior que el basament. Les campanes van ser col·locades el 1344.

## Història
La parròquia de Sant Joan de Campins surt ja documentada el 1231. Anteriorment a la reforma de 1895 hi ha constància d'altres reformes com són per exemple l'11 de febrer del 1313, l'11 d'octubre del 1379 es repararen les teulades i les portes.